# Piper pubisubmarginatum
Piper pubisubmarginatum är en pepparväxtart som beskrevs av Truman George Yuncker. Piper pubisubmarginatum ingår i släktet Piper och familjen pepparväxter. Utöver nominatformen finns också underarten P. p. ubanum.